# Ratpenat cuallarg negre
El ratpenat cuallarg negre (Molossus rufus) és una espècie pròpia de Sud-amèrica i d'Amèrica Central.

## Distribució
Aquesta espècie viu des de Mèxic fins al Perú, el nord de l'Argentina, Bolívia, el Paraguai, Uruguai, el Brasil, Veneçuela, Surinam, Guyana i la Guaiana Francesa.